# Sapad 2021
Sapad 2021 (russisch Запад-2021, englisch Zapad 2021) war ein Manöver der russischen und belarussischen Streitkräfte, welches offiziell vom 10. bis 16. September 2021 durchgeführt wurde. Diese Daten stellen nur einen offiziellen Höhepunkt dar, da die Ausbildung selbst bereits im Juni 2021 begonnen hatte.
Nach offiziellen Angaben des russischen Verteidigungsministeriums sollte es sich um ein Manöver mit bis zu 200.000 Soldaten handeln. Damit wäre es die größte Militärübung, die seit fast 40 Jahren in Europa durchgeführt wurde. Die Zahl der tatsächlichen Teilnehmer wurde von westlichen Beobachtern im Jahr 2021 jedoch in Frage gestellt. Seit Ende 2020 hatte Russland aktiv versucht, die Übung als Verteidigungsmaßnahme gegen die NATO darzustellen.

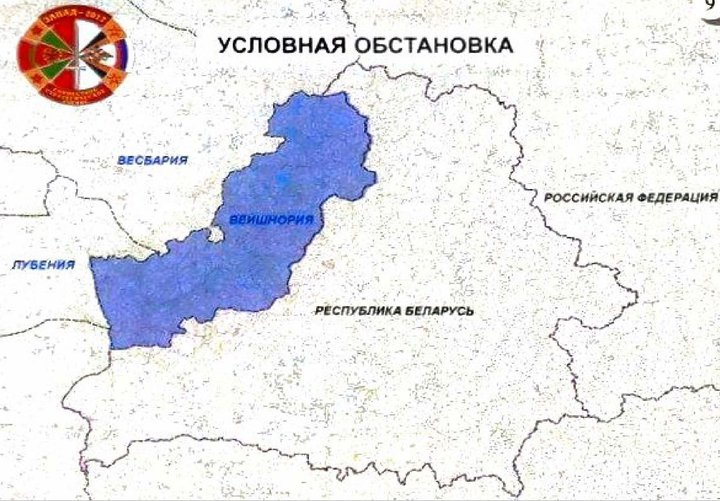
Die Karte zu Sapad-2017 mit „Veishnoriia“ (westliches Belarus), „Lubeniia“ (zwischen Polen und Litauen – einschließlich des Suwałki-Korridors), „Veisbariia“ (Teile Litauens und Lettlands)

Analysten zufolge handelte es sich bei dieser Aktivität um ein Training zur Vorbereitung auf einen möglichen Konflikt mit anderen europäischen NATO-Ländern.
Auf Sapad 2021 folgte die Militärübung „Entschlossenheit der Union — 2022“ (Russisch: „Союзная решимость – 2022“), die vom 10. bis 20. Februar 2022 durchgeführt wurde.
Die Feinde der russischen und belarussischen Einheiten, die bei den Simulationen wurden „Neris“ (Neris ist ein Fluss in Litauen), „Pomoria“ (auf Russisch klingt dies ähnlich wie Pommerellen in Polen) und „Klopiia“ (auf der Übungskarte im Süden und Südwesten von Belarus dargestellt) genannt. Schon bei Sapad 2017 ging es um ähnliche Gebiete unter den Namen „Veishnoriia“, „Lubeniia“ und „Veisbariia“.
Am 24. Februar 2022 startete Russland einen Großangriff auf die Ukraine.